# Lüderitz
Lüderitz je pristaniško mesto  v jugozahodni Namibiji, ki leži ob eni najmanj gostoljubnih obal v Afriki. Pristanišče se je razvilo okrog Robert Harbourja in Shark Islanda.
Mesto je znano po kolonialni arhitekturi z nekaterimi secesijskimi deli in po divjih živalih, tjulnjih, pingvinih, plamencih in nojih. Na koncu opuščene železniške proge do Keetmanshoopa je muzej.
Leta 2013 so poročali, da je bil Lüderitz preimenovan v !NamiǂNûs. Ime naj bi se nanašalo samo na volilno enoto. 

## Zgodovina
Na zaliv, v katerem je Lüderitz, je prvi naletel Evropejec Bartolomeu Dias leta 1487 in ga imenoval zaliv Angra Pequena (Mali zaliv). Na jugu polotoka je postavil padrão (kamniti križ). V 18. stoletju so nizozemski pustolovci in znanstveniki raziskovali območje zaradi  mineralov, vendar niso bili uspešni. Nadaljnje raziskovalne odprave so bile v začetku 19. stoletja, ko je bilo v oceanu odkritih veliko prostoživečih živali. Ustanovljena so bila donosna podjetja za kitolov, lov na tjulnje, ribolov in pridelavo gvana. Lüderitz je  začel kot trgovska postojanka. 
Mesto je bilo ustanovljeno leta 1883, ko je Heinrich Vogelsang kupil Angro Pequeno in nekatera okoliška ozemlja v imenu Adolfa Lüderitza, hanzeata iz Bremna v Nemčiji, od lokalnega voditelja Namov Josefa Frederiksa II. iz Betanije. Ko se Adolf Lüderitz ni vrnil z odprave k reki Oranje leta 1886, se je Angra Pequena preimenovala v Lüderitzbucht v njegovo čast. Leta 1905 so nemški organi na Island Sharku postavili koncentracijsko taborišče, ki je bilo zelo strogo in je delovalo med letoma 1905 in 1907 med hererskimi vojnami. V taborišču je umrlo več tisoč Afričanov, Hererov in Namov zaradi tragičnih razmer in prisilnega dela. Gradili so mesto, železnice, pristanišča in delali na kmetijah belih naseljencev.
Leta 1909 je po odkritju diamantov v bližini Lüderitz zacvetel, blaginjo je omogočila diamantna mrzlica. Leta 1912 je imel Lüderitz že 1100 prebivalcev brez avtohtonega prebivalstva. Čeprav je bil v krutem okolju med puščavo in oceanom, se je trgovina v pristaniškem mestu povečala, v bližini diamantnega rudnika pa je bilo zgrajeno naselje Kolmanskop. 
Po prvi svetovni vojni in kapitulaciji Nemčije je Južna Afrika leta 1915 prevzela v upravljanje Nemško Jugozahodno Afriko. Veliko Nemcev so izgnali iz Lüderitza, število prebivalcev se je zmanjšalo. Od leta 1920 dalje so diamante kopali le še bolj južno od mesta, v krajih, kot sta Pomona in Elizabeth Bay. Ta razvoj je povzročil, da Lüderitz "kot trgovsko mesto" ni bil več tako pomemben. Ostalo je le nekaj ribiških podjetij, nekaj pristaniške dejavnosti in tkalcev preprog.
V prizadevanjih za odstranitev kolonialnih imen z zemljevidov Namibije je namibijska vlada leta 2013 volilno enoto preimenovala v !NamiǂNûs, ki je ime domorodcev pred letom 1884, ko so Nemci kraj preimenovali v Lüderitz iz Chanugauba. 

## Geografija
V pristanišču je zelo plitvo dno, neuporabno za sodobne ladje. To je omogočilo, da je Walvis Bay postal središče namibijske pomorske industrije. V zadnjem času pa je gradnja novega pomola večjim ribiškim plovilom omogočila pristajati v Lüderitzu, kar privablja tudi turiste.
Zunaj Lüderitza je mesto duhov Kolmanskop, zanimivo za turiste. To prej živahno diamantno mesto je zdaj zapuščeno in se bori proti stalno napredujočim in spreminjajočim se sipinam namibijske puščave.
Lüderitz ima blago puščavsko podnebje (BWn, po Köppnovi klasifikaciji podnebja) s prijetnimi temperaturami vse leto. Povprečna letna količina padavin je 23 mm. Vetrovno in hladno vreme je posledica hladnega Benguelskega toka ob obali.

## Varstvo okolja
Mednarodne skupine za življenje ptic in drugi svetovni predpisi o ohranjanju ptic obalo priznavajo kot eno zelo pomembnih območij za ptice, predvsem za vzrejo obalnih morskih ptic.
Otoki Mercury, Ichaboe, Halifax in Possession omogočajo vzrejo kapskega strmoglavca (Morus capensis), 96 %  namibijskega ogroženega afriškega pingvina (Spheniscus demersus) in skoraj četrtino kormoranov Phalacrocorax coronatus na svetu. 
Približno 80 % ogroženih kormoranov Phalacrocorax neglectus gnezdi na otokih Mercury in Ichaboe.
Aprila 2009 je razlitje nafte iz tankerja ogrozilo več sto afriških pingvinov in drugih rastlinskih in živalskih vrst.
Več vrst kitov, predvsem kapske delfine (Cephalorhynchus heavisidii) je mogoče videti v bližini obale, medtem ko so večji kiti še: južni gladki kit (Eubalaena australis),  kit grbavec (Megaptera novaeangliae ), brazdasti kit ( Balaenoptera bonaerensis ) in ( Balaenoptera physalus), pritlikavi gladki kit (Caperea marginata), ki je manj pogost, vendar se postopoma število povečuje.

## Gospodarstvo in infrastruktura
Gradnja novega pristanišča v Shearwater Bayu, 30 km južno od Lüderitza, je bila predlagana zaradi izvoza premoga iz Bocvane, ki bi se povezalo s 1600 km dolgo železniško progo. 
Lüderitz je končna postaja 318 kilometrov dolge železniške proge v Seeheim, kjer se poveže s preostalim omrežjem v državi. To progo so zgradili zaporniki v taborišču na Shark Islandu in je bila končana leta 1908, vendar zdaj ne deluje. Obnova preostalih 47 kilometrov proge v Aus zamuja od leta 2009.

## Znamenitosti
- Nemško-afriška banka (Deutsche Afrika Bank), zgrajena leta 1907, narodni spomenik[14];
- cerkev na skali (Felsenkirche)  na Diamond Hillu, cerkev v neogotskem slogu je bila posvečena leta 1912. Po diamantni mrzlici leta 1908 in dokočanju železnice v Keetmanshoop je Lüderitz postal stalen dom pomembnih belih prebivalcev. Zgrajene so bile številne cerkve. Ta cerkev je ena najstarejših protestantskih cerkev v Namibiji, od leta 1978 je narodni spomenik;[15]
- stavba  Glück Auf, zgrajena 1907/08 za odvetnika diamantnih družb, leta 2014 določena za narodni spomenik;
- Goerkejeva hiša (Goerkehaus), rezidenca Hansa Goerkeja, direktorja in solastnika prve krovne diamantne družbe, ustanovljene med letoma 1909 in 1911, narodni spomenik;
- Kreplinova hiša (Kreplinhaus), rezidenca prvega župana Emila Kreplina, zgrajena 1909, narodni spomenik;
- Krabbenhöfova in Lampejeva zgradba (Krabbenhöft & Lampe), poimenovana po solastnikih Friedrichu Wilhelmu Krabbenhöftu in Oscarju Lampeju; predhodnik tega podjetja, Handelsstation F.W. Krabbenhöft v Keetmanshoopu, je bilo od leta 1880 eno prvih uradno registriranih podjetij v jugozahodni Afriki. Gradnja se je začela konec leta 1909, od leta 1979 je narodni spomenik;[16]
- železniška postaja Lüderitz, zgrajena je bila 1904, narodni spomenik.

- Goerkejeva hiša
- Kapps-Ballsaal s cervijo in Goerkejeva hiša v ozadju
- Bergstraße